# Sahara (Album)
Sahara ist das zweite Studioalbum der US-amerikanischen Melodic-Rock-Band House of Lords.

## Entstehung
Nach dem Erfolg ihres selbstbetitelten Debütalbums im Jahr 1988 war die Band 1989 als Support für Cheap Trick und später für die Scorpions in den USA auf Tournee gegangen und hatte mit dem Titel I Wanna be Loved, der Platz 58 der Billboard Hot 100 erreichte, einen kleinen Hit.
1990 ging die Gruppe erneut mit dem Produzenten ihres Debüts, Andy Johns, ins Studio, um den Nachfolger zu  House of Lords aufzunehmen. Die Gruppe nahm zwar auch zwei Titel (Chains of Love und American Babylon) auf, die unter Mitwirkung von Lanny Cordola geschrieben worden waren, der Gitarrist war aber nach der US-Tournee durch Michael Guy ersetzt worden, der jedoch nichts zum Songwriting beitrug.
Sahara entstand unter Beteiligung zahlreicher Gastmusiker: An den Aufnahmen waren vor allem weitere Gitarristen wie Doug Aldrich, Rick Nielsen (Cheap Trick), Chris Impellitteri und Mandy Meyer beteiligt; für die Backing Vocals leistete man sich die Unterstützung von Robin Zander (Cheap Trick), Mike Tramp, Steve Plunkett, Ron Keel (Keel) und Ex-Giuffria-Sänger David Glenn Eisley. Rick Nielsen steuerte mit Heart On The Line neben der Gitarrenarbeit auch einen vollständigen Song bei.
Das Album enthielt mit dem von Steve Winwood geschriebenen Can’t Find My Way Home auch eine Coverversion; das Original stammt von Winwoods Band Blind Faith. Can’t Find My Way Home wurde als Single ausgekoppelt, erreichte jedoch keine Notierung in den Charts. Die zweite Single, Remember My Name, schaffte es bis auf Platz 72 der Billboard Hot 100 und hielt sich insgesamt 9 Wochen in der Hitliste.
Sahara war kein besonders erfolgreiches Album: Es konnte sich zwar 18 Wochen in den Billboard 200 halten, der Spitzenplatz lag aber bei Position 121 (23. Februar 1991). Es war das letzte Album, mit dem die Band überhaupt die amerikanischen Charts erreichen konnte.

## Titelliste
1. 5:03 – Shoot  Mary, Christian, Wright, Giuffria
2. 3:28 – Chains of Love Christian, Cordola, Purdell, Wright, Mary, Giuffria
3. 4:53 – Can't Find My Way Home  Winwood
4. 4:00 – Heart On the Line Nielsen
5. 4:09 – Laydown Staydown Mary, Christian, Wright, Giuffria
6. 5:38 – Sahara Giuffria, Christian, Mary, Wright
7. 4:10 – It Ain't Love Giuffria, Christian, Mary, Wright
8. 4:58 – Remember My Name Graham, Mitchell
9. 4:29 – American Babylon Wright, Cordola, Christian, Mary, Giuffria
10. 3:27 – Kiss of Fire Wright, Christian, Mary, Giuffria

## Rezeption
Metal Hammer schrieb, Sahara lebe „wie der Vorgänger von der unbeschreiblichen Fähigkeit dieser amerikanischen Band im Umgang mit Melodien,“ die „nicht nur einfach im Ohr hängen“ blieben, sondern „den Hörer sicherlich auch noch für den Rest des Lebens begleiten“ würden. Die Über-Hymne dieses Albums sei „ohne Zweifel die Blind-Faith-Coverversion Can’t Find My Way Home,“ es sei „eine Megaballade, der die Lords endgültig das Etikett Evergreen“ aufdrückten. Von „einer unglaublichen Melodiösität“  seien die beiden Mid-tempo Balladen It Ain’t Love und Remember My Name, die eindrucksvoll demonstrierten, dass die Band „in der Lage ist, auch eigenes Songmaterial souverän umzusetzen.“ Insgesamt handele es sich um einen „Melody-Metal-Geniestreich.“
Musikexpress meinte dagegen, dieses Album treibe „auch Gutwillige glatt auf die Palme,“ denn die „Pomp-Rocker um Sänger James Christian“ machten „so ziemlich alles falsch, was sie nur falsch machen“ könnten. Das beginne „mit der lausigen Cover-Version des Klassikers Can’t Find My Way Home von Blind Faith,“ ziehe sich „über Heavy-Rock-Leichtgewichte wie Shoot, Chains Of Love und die nahezu identisch strukturierten Songs It Ain’t Love und Remember My Name in die Länge“ und finde seine „geradezu peinliche Vollendung im Titelsong, einer bombastisch aufgemotzten Hymne.“ Auch der neue Gitarrist Michael Guy könne dem „ziellosen Treiben des Quintetts“ keinen „frischen Geist einhauchen.“ So verdorrten „all die Früchte, die House Of Lords einst mit dem Debütalbum ernteten, im gnadenlos unfruchtbaren Klima der Sahara.“